# サン・フアン・デ・ロス・モロス
サン・フアン・デ・ロス・モロス(スペイン語：San Juan de los Morros)(スペイン語発音: [saŋ xwan de loz ˈmoros])は、ベネズエラ中北部のグアリコ州の州都。
2016年の人口は14万3000人。

## 人口
- 1981年10月20日：5万7219人
- 1990年10月21日：6万7791人
- 2001年10月21日：9万5449人
- 2011年10月30日：11万5855人
- 2016年6月30日：14万3000人

## 歴史
1780年5月26日に建設された。

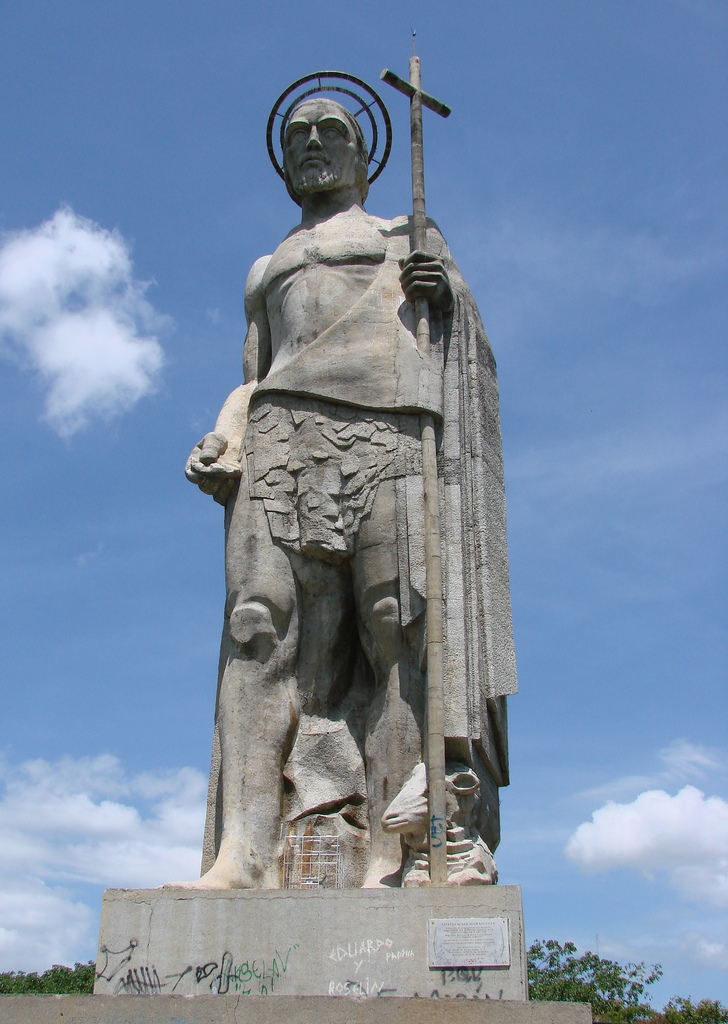
1935年に建てられた洗礼者ヨハネ像

1930年代にグアリコ州がアラグア州から独立した際、カラボソが州都になった。
その後、サン・フアン・デ・ロス・モロスに州都が移った。
1935年、ボリバル広場に高さ19.8mの洗礼者ヨハネの像が建てられた。

## 交通

### 陸路
- 鉄道路線が建設中である。

### 空路
- グアリコ市営空港（英語版）

## 報道
- TV ルラノ（英語版）本社